# Процик Нестор Іванович
Про́цик Не́стор Іва́нович (7 листопада 1912, с. Гнилички нині Тернопільського району — 30 червня 1973, м. Баффало, США) — український лікар, літератор, педагог, громадсько-політичний діяч. Доктор медицини (1949). Член УВО і Центрального проводу ОУН.

## Життєпис
Навчався в Тернопільській гімназії, а після її закриття польським урядом у 1930 році, продовжив гімназійні студії в українській гімназії в Бережанах. Після закінчення гімназії студіював медицину в Ягеллонському університеті у Кракові, а закінчив медичні студії в Сорбонському університеті (1949, Париж, Франція).

### Арешти
У березні 1939 року заарештований у Львові під час роботи 7-го конгресу Союзу українських студентських організацій під Польщею; ув'язнений. Після звільнення у вересні 1939 продовжив у Кракові медичні студії та підпільну роботу. 15 вересня 1941 року заарештований німцями і після довгих допитів у берлінській тюрмі при Александерпляц — запроторений до концентраційного табору в Дрездені; звідти — до подібних концтаборів у Флоссенбурзі, а потім у Герсбруку.

### Діяльність у Європі
Після звільнення в 1945 році організував у Мюнхені Український Червоний Хрест, надаючи необхідну лікарську, матеріальну і моральну допомогу українським біженцям. Від 1946 року за дорученням Степана Бандери відповідав за організаційну мережу ОУН у Франції. У Парижі одружився з Наталією Дадою.

### Праця в США
У 1950 році переїхав до США (міста Нью-Йорк, Гованда, від 1956-го — в Баффало). Працював лікарем, асистентом, професором психіатрії, викладав в університеті; від 1956-го — головний психіатр у клініці в Баффало; 1962 — асистент, директор, 1970 — директор психоневрологічної лікарні в Нью-Йорку. Співорганізатор у цьому місті організації «Американські приятелі Антибільшовицького блоку народів» (1956), відділу УЛТ Північної Америки (1958); діяльний в іноземних українських організаціях. Заступник президента Українського конґресового комітету Америки, засновник і довголітній голова дирекції кредитної спілки «Дніпро».
Автор статей в американських часописах, поезії опубліковані в україномовних виданнях США.
Помер після довгої і важкої недуги 30 червня 1973 року і похоронений 3 липня в Баффало на цвинтарі Форест Лоун.
Про Процика вийшла книга Г. Кичук «Відлітають журавлі» (Збараж, 1998).